# Bakonycsernye
Bakonycsernye (hongrois : Bakonycsernye [ˈbɒkoɲt͡ʃɛrnɲɛ] ; slovaque : Čerňa) est une localité hongroise située dans le comitat de Fejér.

## Nom et attributs

### Toponymie
Le nom Csernye provient du mot slave černy, signifiant « noir ». Le préfixe Bakony- fut ajouté en 1913 dans le cadre d'une réorganisation administrative.

## Site et localisation

### Topographie et hydrographie
Bakonycsernye est une grande localité étirée sur environ 7 kilomètres dans la vallée du ruisseau Gaja. Ancien village minier, c'est la commune la plus occidentale du comitat de Fejér, située à un peu plus de 10 kilomètres à l'ouest de Mór. À l'ouest, elle est dominée par les reliefs karstiques du plateau de Tés (Tési-fennsík), tandis que les collines de lœss encadrent le lit du Gaja.

## Histoire
Le territoire de Bakonycsernye est habité depuis la préhistoire. Des fouilles ont mis au jour des vestiges remontant au Néolithique final, à l'époque celtique de l'âge du fer, ainsi qu'à la période romaine. Au Moyen Âge, plus de vingt villages distincts se trouvaient dans cette zone (Gyón, Bihr, Pacmán, Sikátor, Tényő, Erdőinota, Dolosd, etc.), relevant alors du domaine du château de Bátorkő.
Le nom de Csernye est mentionné pour la première fois en 1341. Outre les serfs des seigneurs Újlaki, quelques familles nobles y vivaient. Parmi les localités aujourd'hui disparues, Dolosd est mentionnée dès 1082 et apparaît comme possession de la famille Cseszneky en 1275.
Sous l'occupation ottomane, Csernye et les villages alentour furent abandonnés, la nature reprit ses droits et le développement s'interrompit. La réinstallation du village eut lieu en plusieurs vagues entre 1724 et 1726, avec l'arrivée de colons slovaques venus des comitats de Nyitra et Trencsén (Haute-Hongrie). Ces nouveaux habitants apportèrent leurs savoir-faire en sylviculture, viticulture et agriculture, ainsi que leur langue maternelle. Les comtes Zichy, seigneurs de Bátorkő, favorisèrent l'établissement de ces populations en leur garantissant la liberté de culte luthérien. Une école et une église furent construites, marquant la reprise du développement. En 1730, la population atteignait déjà 300 habitants. La première église en pierre fut bâtie en 1786.
Le tremblement de terre de Mór en 1810 causa d'importants dégâts dans le village, touchant notamment l'église. Au début du XIXe siècle, Csernye était le village le plus peuplé du comitat de Veszprém. Environ 80 % de ses habitants étaient luthériens, les 20 % restants catholiques, et les Slovaques et Hongrois y cohabitaient pacifiquement. Lors de la révolution et guerre d'indépendance de 1848, les habitants assistèrent à la bataille de Mór depuis les collines environnantes.
En 1862, un incendie dévasta une partie du village, provoquant la fonte des cloches de l'église. Lors de la reconstruction, des bancs encore utilisés aujourd'hui furent installés, portant la capacité de l'église à 800 places. L'orgue Silbermann, réalisé en 1867 dans un atelier d'orgues de Brezová, constitue un instrument rare en Hongrie.
En raison des conditions agricoles difficiles, les habitants développèrent l'artisanat et les industries domestiques : tissage, vannerie, confection. Les paniers fabriqués localement alimentaient les marchés des villages alentours. Dans l'espoir d'une vie meilleure, des vagues d'émigration vers les Amériques commencèrent.
De nombreux hommes de Bakonycsernye combattirent sur le front italien pendant la Première Guerre mondiale.
Les combats de la Seconde Guerre mondiale atteignirent Bakonycsernye les 20 et 21 mars 1945, opposant les troupes allemandes et soviétiques.
La commune fut également concernée par les échanges de population entre la Tchécoslovaquie et la Hongrie de 1948 : 500 habitants émigrèrent vers la Tchécoslovaquie, tandis que 40 personnes s'installèrent à Bakonycsernye en provenance de ce pays.
Dans les années 1950, l'ouverture de la mine de charbon de Balinka offrit de nombreux emplois à la population locale.
Le 10 juillet 1970, le débordement du ruisseau Gaja provoqua une inondation qui endommagea tous les ponts traversant la commune.
En 1974, Bakonycsernye célébra le 250e anniversaire de sa réinstallation. C'est à cette occasion qu'a été fondé le chœur folklorique féminin slovaque, fort de 15 membres. Aujourd'hui, la localité dispose d'une école élémentaire bien équipée accueillant environ 300 élèves, ainsi que de deux jardins d'enfants d'une capacité totale de 150 enfants. On y trouve également une maison de la culture, une bibliothèque et une école de musique.
En 2001, 1 % de la population se déclarait d'ethnie slovaque.
Le 1er janvier 2018, Bakonycsernye a obtenu le statut de grande commune (nagyközség).

## Population

### Minorités culturelles et religieuses
Selon le recensement de 2011, 81,5 % des habitants de Bakonycsernye se déclaraient hongrois, 1 % roms, 0,5 % allemands, 0,3 % roumains et 1,8 % slovaques ; 18,1 % n'ont pas répondu. En raison des identités multiples, le total peut dépasser 100 %. Concernant l'appartenance religieuse, 33,7 % des habitants se déclaraient évangéliques, 21 % catholiques romains, 4 % réformés et 9,6 % sans confession ; 28 % n'ont pas souhaité répondre.
Lors du recensement de 2022, 91,7 % des habitants se déclaraient hongrois, 1,2 % slovaques, 1,2 % roms, 0,8 % allemands, 0,8 % roumains, et 0,1 % respectivement grecs, arméniens et ukrainiens. Par ailleurs, 2,2 % déclaraient appartenir à une autre nationalité non autochtone, tandis que 8,2 % n'ont pas répondu. Sur le plan religieux, 26,1 % des habitants se déclaraient évangéliques, 16 % catholiques romains, 4,1 % réformés, 0,3 % orthodoxes, 0,2 % gréco-catholiques, 3 % autres chrétiens, 0,6 % autres catholiques et 12,4 % sans confession ; 37,1 % n'ont pas répondu.

## Équipements

### Vie culturelle
Lors des élections locales de 1994, un Conseil local des minorités slovaques a été élu ; ses membres se consacrent à la préservation des traditions et de la langue slovaque. Une Maison de la communauté slovaque est en projet pour la valorisation du patrimoine culturel local.

### Réseaux extra-urbains
Bakonycsernye est accessible depuis la route principale 81 (reliant Székesfehérvár à Győr) en bifurquant à Mór, ou depuis la route 82 (entre Veszprém et Győr) via Zirc, puis en empruntant dans les deux cas la route secondaire 8216 qui traverse la localité d'est en ouest.
Le village ne dispose pas de gare ferroviaire, mais est desservi par des lignes de bus en provenance de Zirc, Mór et Székesfehérvár. Sa rue principale, très fréquentée en raison du trafic de transit, correspond à la route 8216 reliant Mór à Zirc.
À l'ouest du village, la route 8208 bifurque vers le nord-nord-ouest, en direction de Mezőörs, via Bakonyszombathely et d'autres petites localités. Une portion de la route 8213 (entre Várpalota et Szápár) traverse également la partie occidentale du territoire communal. C'est depuis cette route que part la route 82 111, qui mène à Jásd. Le hameau d'Inotapuszta, dépendance de Bakonycsernye, est accessible à proximité de cette bifurcation.

## Patrimoine local
Bakonycsernye possède plusieurs sites et monuments témoignant de son histoire et de sa culture.
L'église évangélique, de style baroque tardif, est un édifice emblématique de la localité. À l'occasion du 275e anniversaire de la réinstallation du village, l'Église évangélique et le Conseil des minorités slovaques y ont inauguré une plaque commémorative en marbre portant les noms des pasteurs ayant exercé à Bakonycsernye.
Un parc commémoratif dédié aux mineurs rend hommage à l'histoire industrielle de la commune.
À 4 kilomètres du village se trouvent les ruines du château de Csiklingvár, dont une maquette est exposée au Várpark de Dinnyés.
La localité conserve également une église catholique datant du XVIIIe siècle, ainsi que plusieurs maisons paysannes à portique du XIXe siècle, caractéristiques de l'architecture rurale de la région.
Le mont Pacmán abrite un monument commémoratif dédié à la révolution de 1848 et aux victimes des guerres. Une plaque de bronze en mémoire des victimes de la Seconde Guerre mondiale est apposée sur la maison funéraire du cimetière de Brezova, hameau dépendant de la commune.

## Jumelages
| Ville | Ville      | Pays | Pays   |
| ----- | ---------- | ---- | ------ |
|       | Nova Crnja |      | Serbie |

## Personnalités liées à la localité
Parmi les personnalités originaires de Bakonycsernye figurent Péter Simek, footballeur professionnel, ainsi que Margit Kisteleki (née Margit Kiss), artiste spécialisée dans la peinture sur soie. La localité a également vu naître Imre Hegyi, ethnographe, ainsi que la poétesse Valéria Simek.